# North Elmham
North Elmham è un villaggio e parrocchia civile dell'Inghilterra, appartenente alla contea del Norfolk.